# André Onana
André Onana (* 2. dubna 1996 Nkol Ngok) je kamerunský profesionální fotbalový brankář, který hraje za anglický klub Manchester United FC. Mezi lety 2016 a 2022 odehrál také 34 utkání v dresu kamerunské reprezentace
V únoru 2021 dostal od UEFA roční zákaz vykonávat veškeré fotbalové aktivity kvůli dopingu.

## Klubová kariéra

### FC Barcelona
Onana se narodil v kamerunské vesnici Nkol Ngok a připojil se k akademii Barcelony v roce 2010, poté, co svoji fotbalovou kariéru začal v Nadaci svého krajana Samuela Eto'a. S mládežnickým týmem Barçy vyhrál v roce 2014 Juniorskou liga UEFA 2013/14.

### Ajax
V lednu 2015 bylo oznámeno, že André přestoupí do nizozemského klubu AFC Ajax v červenci 2015 za částku okolo 150 tisíc euro. V rezervním týmu debutoval v Eerste Divisie v únoru 2015. Poté, co odehrál 39 ligových zápasů za Jong Ajax, debutoval v A-týmu v ligovém zápase 20. srpna 2016 při porážce 1:2 proti Willemu II. Po odchodu Jaspera Cillessena do Barcelony se stal klubovou brankářskou jedničkou. V květnu 2017 prodloužil smlouvu s Ajaxem do roku 2021. 24. května 2017 odehrál finále Evropské ligy UEFA proti Manchesteru United; zápas skončil, po brankách Paula Pogby a Henricha Mchitarjana, vítězstvím anglického celku 2:0. V březnu 2019 podepsal další prodloužení svého kontraktu, a to do června 2022.
Dne 5. března 2019 odehrál skvělé utkání při vítězství 4:1 proti Realu Madrid na Santiago Bernabéu, díky čemuž holandský tým postoupil do čtvrtfinále Ligy mistrů. Následně podal další vynikající výkony ve čtvrtfinále stejné soutěže proti Juventusu; v prvním utkání v Johan Cruyff Arena zápas skončil nerozhodně 1:1 a v odvetném utkání na Juventus Stadium se Ajax radoval z vítězství 2:1 a z historického postupu do semifinále. Dne 5. února 2021 odehrál Onana své 200. utkání v dresu Ajaxu, jubilea dosáhl odehráním zápasu proti Feyenoordu.
V únoru 2021 dostal Onana od UEFA roční zákaz fotbalu po pozitivním testu na zakázanou látku Furosemid. Ajax uvedl, že si hráč omylem vzal léky své manželky a že se proti rozhodnutí odvolají. Sám hráč na sociální síti Instagram uvedl: "Omylem jsem si to vzal místo aspirinu, protože léky měly téměř identické balení. Mrzí mě to."

## Reprezentační kariéra
Onana byl poprvé povolán do národního týmu v květnu 2016 pro přátelský zápas s Francií. Svůj reprezentační debut si Onana odbyl v září 2016 při přátelském vítězství 2:1 nad Gabonem.
Po zákazu kvůli dopingu se 9. ledna 2022 představil v úvodním zápase Afrického poháru národů s Burkinou Faso. Přestože byl po 25 minutách soupeřem překonán, kamerunský kapitán Vincent Aboubakar dvěma góly z penalty otočil na 2:1. Také další soupeř v podobě Etiopie čtyři dny nato otevřel skóre proti Kamerunu jako první. Následně již ovšem Onana nechyboval a jeho spoluhráči v poli otočili výsledek zápasu z 0:1 na 4:1.

## Statistiky
K 31. lednu 2021
| Klub   | Sezóna  | Liga       | Liga   | Liga | KNVB Cup | KNVB Cup | Evropské poháry | Evropské poháry | Ostatní | Ostatní | Celkem | Celkem |
| Klub   | Sezóna  | Liga       | Zápasy | Góly | Zápasy   | Góly     | Zápasy          | Góly            | Zápasy  | Góly    | Zápasy | Góly   |
| ------ | ------- | ---------- | ------ | ---- | -------- | -------- | --------------- | --------------- | ------- | ------- | ------ | ------ |
| Ajax   | 2016/17 | Eredivisie | 32     | 0    | 0        | 0        | 14              | 0               | —       | —       | 46     | 0      |
| Ajax   | 2017/18 | Eredivisie | 33     | 0    | 1        | 0        | 4               | 0               | —       | —       | 38     | 0      |
| Ajax   | 2018/19 | Eredivisie | 33     | 0    | 4        | 0        | 18              | 0               | —       | —       | 55     | 0      |
| Ajax   | 2019/20 | Eredivisie | 24     | 0    | 3        | 0        | 11              | 0               | 1       | 0       | 39     | 0      |
| Ajax   | 2020/21 | Eredivisie | 20     | 0    | 0        | 0        | 6               | 0               | —       | —       | 26     | 0      |
| Ajax   | Celkem  | Celkem     | 142    | 0    | 8        | 0        | 53              | 0               | 1       | 0       | 204    | 0      |
| Celkem | Celkem  | Celkem     | 142    | 0    | 8        | 0        | 53              | 0               | 1       | 0       | 204    | 0      |

### Reprezentační
K 16. listopadu 2020
| Kamerun | Kamerun | Kamerun |
| Rok     | Zápasy  | Góly    |
| ------- | ------- | ------- |
| 2016    | 1       | 0       |
| 2017    | 1       | 0       |
| 2018    | 6       | 0       |
| 2019    | 8       | 0       |
| 2020    | 2       | 0       |
| Celkem  | 18      | 0       |

## Ocenění

### Klubové

#### Ajax
- Eredivisie: 2018/19
- KNVB Cup: 2018/19
- Johan Cruyff Shield: 2019
- Evropská liga UEFA: 2016/17 (druhé místo)[12]

### Individuální
- Kamerunský fotbalista roku: 2018[13]
- Nejlepší africký brankář: 2018[13]
- Jedenáctka sezóny Eredivisie: 2018/19[14]
- Jašinova trofej: 2019 (7. místo)[15]
- Africká jedenáctka roku: 2019,[16] 2020[17]